# Dan Levine
Dan Levine (* 20. Jahrhundert) ist ein US-amerikanischer Filmproduzent.
Dan Levine ist seit Anfang der 2000er Jahre im US-Filmgeschäft tätig. Seit 2010 ist er Präsident von Shawn Levys Filmfirma 21 Laps Entertainment.
Für den Film Arrival wurde er 2017 für den Oscar für den Besten Film und den BAFTA Award nominiert.

## Filmografie (Auswahl)
- 2001: Die Unicorn und der Aufstand der Elfen (Voyage of the Unicorn, Fernsehfilm)
- 2004: … und dann kam Polly (Along Came Polly)
- 2014: Die Coopers – Schlimmer geht immer (Alexander and the Terrible, Horrible, No Good, Very Bad Day)
- 2016: Why Him?
- 2016: Arrival
- 2018: The Darkest Minds – Die Überlebenden (The Darkest Minds)
- 2022: Rosalinde (Rosaline)
- 2023: The Boogeyman
- 2023: Crater